# Myrsine palauensis
Myrsine palauensis är en viveväxtart som först beskrevs av Carl Christian Mez, och fick sitt nu gällande namn av F.R. Fosberg och M.-h. Sachet. Myrsine palauensis ingår i släktet Myrsine och familjen viveväxter. Inga underarter finns listade i Catalogue of Life.